# Anbetungsschwestern des königlichen Herzens Jesu

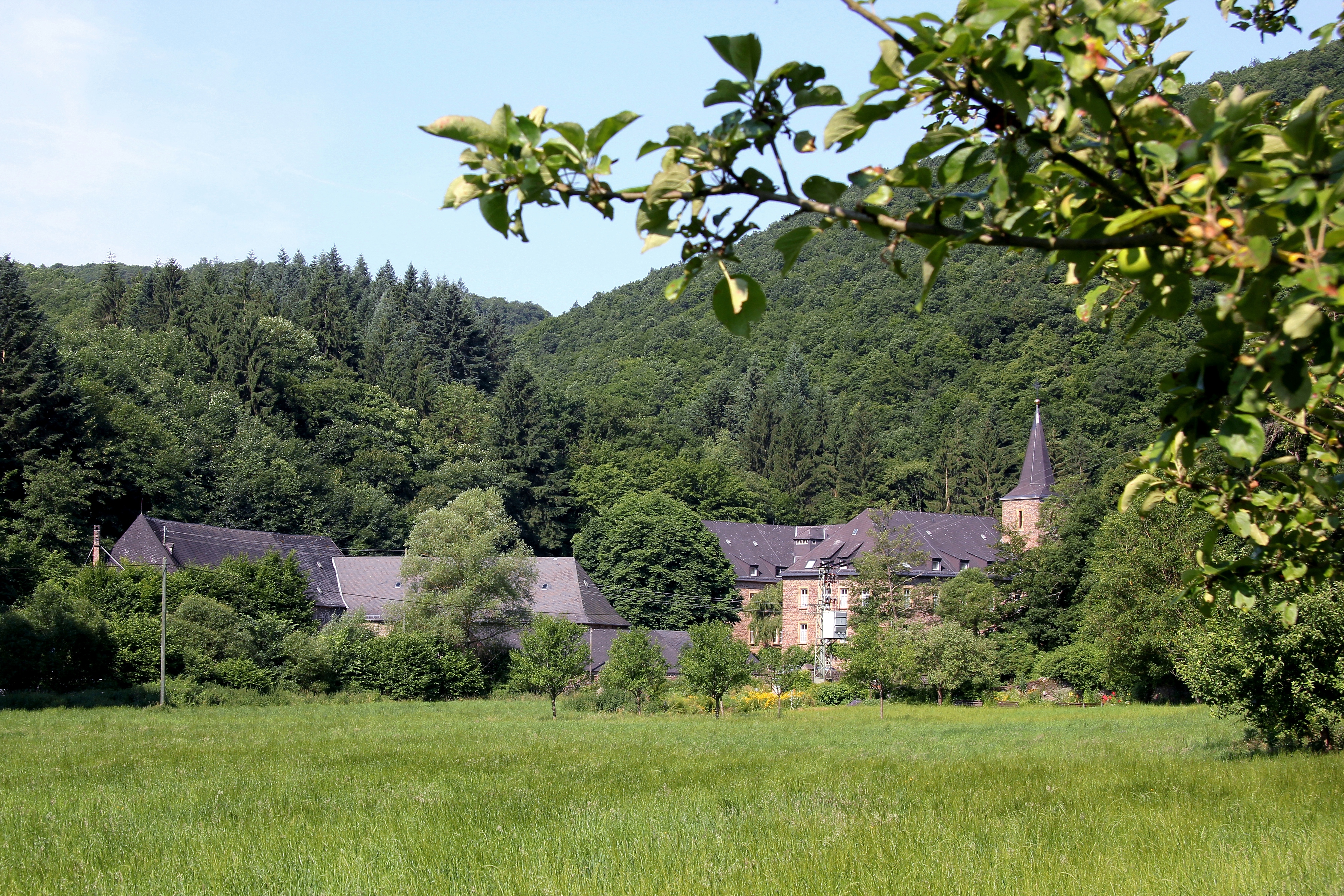
Kloster Maria Engelport

Die Anbetungsschwestern des königlichen Herzens Jesu (lateinisch Adoratrices Cordis Regalis Jesu Christi Summi Sacerdotis) sind die Schwesterngemeinschaft, die zum Institut Christus König und Hohepriester gehört. Der Wahlspruch der Anbetungsschwestern, die in der römisch-katholischen Kirche den Status einer Pia unio hat, lautet: In corde Regis („im Herzen des Königs“).

## Geschichte
Die Ordensgemeinschaft wurde 2001 im österreichischen Tirol gegründet und siedelte 2004 nach Italien über. Papst Benedikt XVI. verlieh der Gemeinschaft am 7. Oktober 2008 die Rechtsstellung einer Gesellschaft apostolischen Lebens päpstlichen Rechts.
Es ist ein kontemplatives Institut, dessen Schwestern nicht in Klausur leben und die die Liturgie von 1962 feiern. Das Institut sieht sich in der Tradition des heiligen Franz von Sales und steht unter dem Patrozinium der unbefleckt empfangenen Gottesmutter Maria. Ihr Motto lautet In corde Regis (Im Herzen des Königs).
Der Konvent bei Florenz befindet sich nahe dem Priesterseminar des Instituts Christus König und Hohepriester in Gricigliano, wo im Frühjahr 2004 die ersten drei Schwestern eingekleidet wurden. Inzwischen gehören der Ordensgemeinschaft über 40 Schwestern und mehr als 10 Postulantinnen an (Stand 2019). Im Januar 2014 besiedelten die Anbetungsschwestern als weiteren Konvent das Kloster Maria Engelport in Deutschland.